# Arctosa brevialva
Arctosa brevialva este o specie de păianjeni din genul Arctosa, familia Lycosidae. A fost descrisă pentru prima dată de Franganillo, 1913.
Este endemică în Spania. Conform Catalogue of Life specia Arctosa brevialva nu are subspecii cunoscute.